# Ventura Requejo
Ventura Requejo Buenaga (f. 1939) fue un dibujante y caricaturista español.

## Biografía

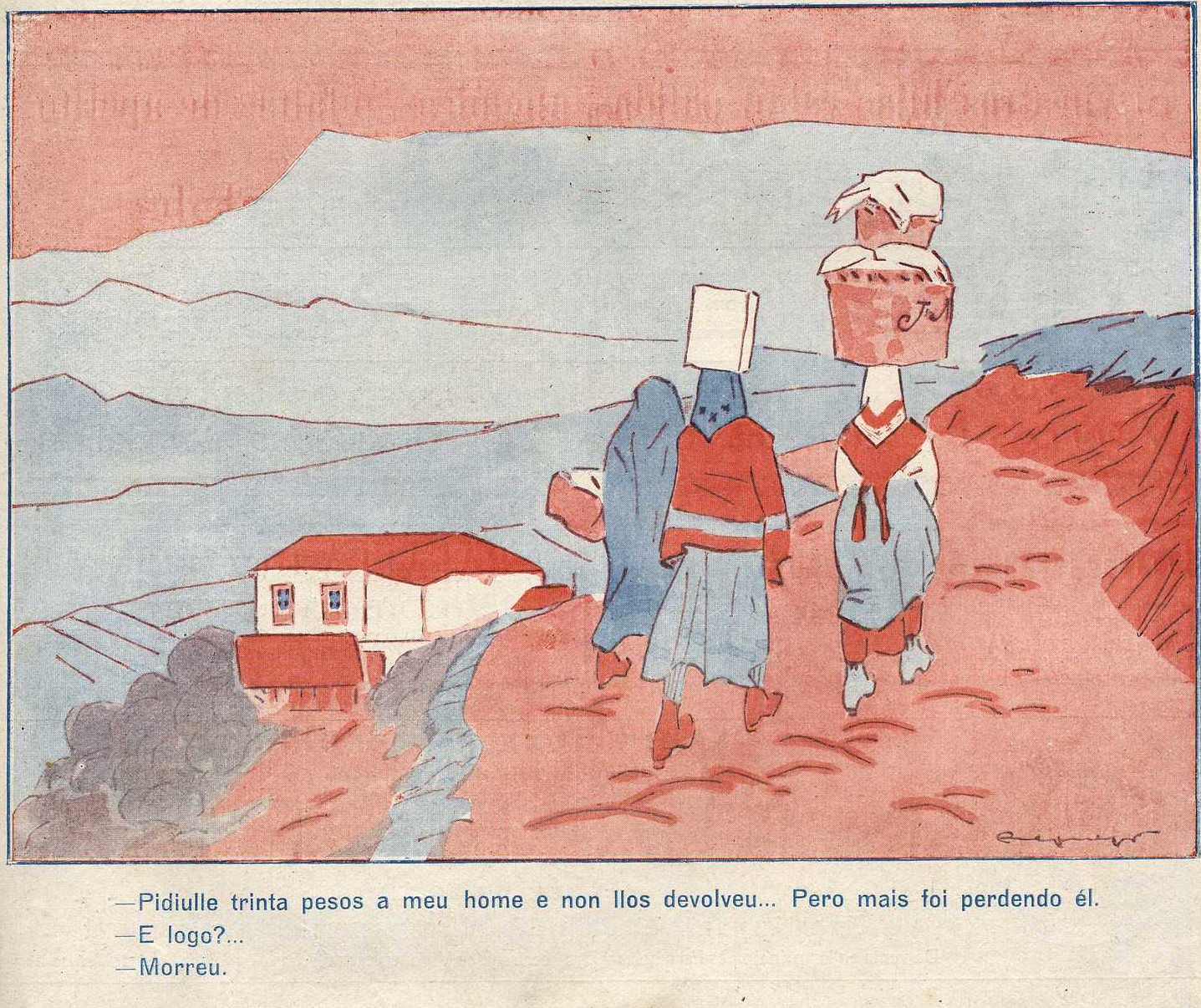
Ilustración de Ventura Requejo en Vida Gallega (1918)

Ilustrador y caricaturista gallego, se educó en Londres y fue colaborador de publicaciones periódicas como Vida Gallega y La Esfera. También cultivó la fotografía, como aficionado.
Requejo, entre cuyas ilustraciones se encontraron escenas costumbristas gallegas y paisajes, falleció el 8 de agosto de 1939 a raíz de un accidente ferroviario, ocurrido al subirse a un vehículo en marcha en el apeadero de Playa América. Habría sido enterrado presumiblemente en el cementerio de Pereiró.